# Araneus aralis
Araneus aralis är en spindelart som beskrevs av Bakhvalov 1981. Araneus aralis ingår i släktet Araneus och familjen hjulspindlar. Inga underarter finns listade i Catalogue of Life.